# Metoda Hartree-Focka
Metoda Hartree-Focka (poprawnie: Hartreego-Foka, też metoda pola samouzgodnionego, metoda HF) – jedna z metod przybliżonego rozwiązywania problemów wielu ciał w mechanice kwantowej wielu cząstek. Metoda ta została opracowana przez D.R. Hartreego, zanim dostępne były komputery, a następnie poprawiona przez W. Foka tak, aby uwzględniać statystykę Fermiego-Diraca, a zatem także zakaz Pauliego.
Metoda Hartree-Focka jest powszechnie stosowana w chemii kwantowej, fizyce jądrowej, fizyce atomu i fizyce materii skondensowanej, gdzie pozwala na przybliżone rozwiązanie równania Schrödingera dla układu wielu cząstek. Jest to podstawowa metoda obliczeniowa ab initio. Oblicza się w niej energię i funkcję falową stanu podstawowego układu wielu cząstek (np. energię elektronową wieloelektronowego atomu lub cząsteczki) w oparciu o model cząstek niezależnych (w przypadku elektronów zwany przybliżeniem jednoelektronowym).
Metoda Hartree-Focka oparta jest na zasadzie wariacyjnej głoszącej, iż energia stanu obliczona jako wartość oczekiwana z dowolnej funkcji falowej jest zawsze większa bądź równa energii będącej dokładnym rozwiązaniem równania Schrödingera. Zakłada się w niej, że funkcja falowa jest, w przypadku układu {\displaystyle N} identycznych fermionów (np. elektronów), wyznacznikiem macierzy zbudowanej z funkcji zależnych od współrzędnych poszczególnych cząstek {\displaystyle \phi _{i}(\tau _{j})} (zwanych spinorbitalami). Wyznacznik taki nosi nazwę wyznacznika Slatera
{\displaystyle \Psi ^{\textrm {HF}}={\frac {1}{\sqrt {N!}}}{\begin{vmatrix}\phi _{1}(\tau _{1})&\phi _{2}(\tau _{1})&\ldots &\phi _{N}(\tau _{1})\\\phi _{1}(\tau _{2})&\phi _{2}(\tau _{2})&\ldots &\phi _{N}(\tau _{2})\\\vdots &\vdots &\vdots &\vdots \\\phi _{1}(\tau _{N})&\phi _{2}(\tau _{N})&\ldots &\phi _{N}(\tau _{N})\end{vmatrix}}.}
W przypadku układu wielu identycznych bozonów, funkcję falową zakłada się w postaci permanentu takiej macierzy. Metoda Hartree-Focka polega na iteracyjnym minimalizowaniu energii układu, liczonej jako wartość oczekiwana, poprzez zmianę postaci spinorbitali. Spinorbital konstruuje się jako iloczyn funkcji spinowej (zależnej od zmiennej spinowej danej cząstki) i funkcji orbitalnej (zwanej orbitalem, zależnej od zmiennych przestrzennych danej cząstki).
Najbardziej powszechnym zastosowaniem metody Hartree-Focka są obliczenia, w ramach przybliżenia Borna-Oppenheimera, energii elektronowej wieloelektronowego atomu lub cząsteczki, i tego przypadku dotyczy omówienie szczegółowe.

## Równania Hartree-Focka i operator Focka
Znalezienie orbitali Hartree-Focka sprowadza się do rozwiązania układu równań Hartree-Focka, o postaci podobnej do niezależnego od czasu równania Schrödingera
{\displaystyle {\hat {F}}\phi _{i}(\tau _{i})=\epsilon _{i}\phi _{i}(\tau _{i}).}
Operator {\displaystyle {\hat {F}}} zwany jest operatorem Focka, i ma postać
{\displaystyle {\hat {F}}=-{\frac {\hbar ^{2}}{2m_{\textrm {e}}}}\nabla _{{\boldsymbol {r}}_{i}}^{2}+{\hat {V}}_{\textrm {eN}}({\boldsymbol {r}}_{i})+e^{2}\sum \limits _{j}{\hat {J}}_{j}-{\hat {K}}_{j}\equiv {\hat {h}}_{i}+e^{2}\sum \limits _{j}{\hat {J}}_{j}-{\hat {K}}_{j},}
gdzie operator {\displaystyle -{\frac {\hbar ^{2}}{2m_{\textrm {e}}}}\nabla _{{\boldsymbol {r}}_{i}}^{2}} jest operatorem energii kinetycznej elektronu {\displaystyle i,} {\displaystyle {\hat {V}}_{\textrm {eN}}({\boldsymbol {r}}_{i})} jest operatorem oddziaływania elektrostatycznego elektronu {\displaystyle i} z jądrami cząsteczki (lub jądrem atomu), a jako {\displaystyle {\hat {h}}_{i}} oznacza się ich sumę. Operator {\displaystyle {\hat {J}}_{j}} jest operatorem oddziaływania elektrostatycznego elektronu {\displaystyle i} z elektronem {\displaystyle j} i jego działanie na {\displaystyle \phi _{i}} sprowadza się do pomnożenia przez całkę:
{\displaystyle {\hat {J}}_{j}\phi _{i}(\tau _{1})=\int \phi _{j}^{*}(\tau _{2}){\frac {1}{\vert {\boldsymbol {r}}_{2}-{\boldsymbol {r}}_{1}\vert }}\phi _{j}(\tau _{2}){\textrm {d}}\tau _{2}\cdot \phi _{i}(\tau _{1}).}
Operator {\displaystyle {\hat {K}}_{j},} zwany operatorem wymiennym, nie ma odpowiednika klasycznego. Jego działanie na {\displaystyle \phi _{i}} powoduje ‘wymianę’ spinorbitala {\displaystyle \phi _{i}} na {\displaystyle \phi _{j}}
{\displaystyle {\hat {K}}_{j}\phi _{i}(\tau _{1})=\int \phi _{j}^{*}(\tau _{2}){\frac {1}{\vert {\boldsymbol {r}}_{2}-{\boldsymbol {r}}_{1}\vert }}\phi _{i}(\tau _{2}){\textrm {d}}\tau _{2}\cdot \phi _{j}(\tau _{1}).}
{\displaystyle \epsilon _{i}} można interpretować jako energię elektronu {\displaystyle i} opisywanego spinorbitalem {\displaystyle \phi _{i}} (potocznie nazywaną energią spinorbitalu {\displaystyle \phi _{i}}).

## Energia elektronowa w metodzie Hartree-Focka
Całkowita energia elektronowa w metodzie Hartree-Focka wynosi
{\displaystyle E=\sum _{i=1}^{n}I_{i}+\sum _{i>j=1}^{n}\left(J_{ij}-K_{ij}\right),}
gdzie:
{\displaystyle n} – liczba elektronów,
{\displaystyle I_{i}} – całka jednoelektronowa, {\displaystyle I_{i}=\int \phi _{i}^{*}(k){\hat {h}}(k)\phi _{i}(k){\textrm {d}}\tau _{k},}
{\displaystyle J_{ij}} i {\displaystyle K_{ij}} – całki dwuelektronowe, kulombowska i wymienna
{\displaystyle J_{ij}=\int \phi _{i}^{*}(i)\phi _{j}^{*}(j){\frac {e^{2}}{r_{ij}}}\phi _{i}(i)\phi _{j}(j){\textrm {d}}\tau _{i}\tau _{j},}
{\displaystyle K_{ij}=\int \phi _{i}^{*}(i)\phi _{j}^{*}(j){\frac {e^{2}}{r_{ij}}}\phi _{i}(j)\phi _{j}(i){\textrm {d}}\tau _{i}\tau _{j}}/.
Całka wymienna {\displaystyle K_{ij},} obniżająca energię, jest różna od zera tylko dla elektronów o spinach skierowanych równolegle. W konsekwencji stan trypletowy ma zawsze mniejszą energię niż stan singletowy o tej samej konfiguracji elektronowej (reguła Hunda).
W ograniczonej metodzie Hartree-Focka (patrz niżej) energię elektronową układu zamkniętopowłokowego, liczoną jako wartość oczekiwana z wyznacznikiem Slatera, wyrazić można jako
{\displaystyle E=\sum _{i=1}^{n/2}I_{i}^{'}+\sum _{i,j=1}^{n/2}\left(2J_{ij}^{'}-K_{ij}^{'}\right).}
Całki {\displaystyle I_{i}^{'},} {\displaystyle J_{ij}^{'}} i {\displaystyle K_{ij}^{'}} mają postać analogiczną jak powyżej, tylko że występują w nich orbitale zamiast spinorbitali, a w całkowaniu pominięta jest współrzędna spinowa.
Z energiami orbitalnymi orbitali zajętych {\displaystyle \epsilon _{i}} całkowita energia elektronowa układu zamkniętopowłokowego związana jest następującą zależnością:
{\displaystyle E=2\sum _{i=1}^{n/2}\epsilon _{i}+\sum _{i,j=1}^{n/2}\left(2J_{ij}^{'}-K_{ij}^{'}\right).}

## Rozwiązywanie równań Hartree-Focka
Operator Focka w równaniach Hartree-Focka zależy od postaci wszystkich zajętych spinorbitali, zatem, mimo postaci przypominającej równanie własne, równań Hartree-Focka nie można rozwiązać wprost. Stosuje się zatem metodę iteracyjną, postępując w sposób następujący:
1. Zakłada się pewne spinorbitale początkowe, w postaci otrzymanej np. z obliczeń półempirycznych.
2. Oblicza się odpowiednie całki i konstruuje operator Focka.
3. Rozwiązuje równanie Hartree-Focka, otrzymując z niego nowe spinorbitale oraz ich energie.
4. Obsadza się spinorbitale o najniższych energiach elektronami.
5. Oblicza się energię całkowitą.
6. Otrzymane spinorbitale służą jako punkt startowy w następnej iteracji.

Kroki 2–6 powtarza się, aż różnica energii całkowitej (lub postaci spinorbitali, kryteria zbieżności różnią się w zależności od implementacji metody) w kolejnych iteracjach będzie mniejsza od założonej z góry wartości progowej, czyli aż nastąpi samouzgodnienie. Z powodu tej procedury metoda Hartree-Focka nosi też nazwę metody pola samouzgodnionego (ang. self-consistent field, SCF).

## Ograniczona i nieograniczona metoda Hartree-Focka
Spinorbitale, iloczyny funkcji orbitalnej (orbitala) oraz funkcji spinowej ({\displaystyle \alpha } dla magnetycznej liczby spinowej +1/2 lub {\displaystyle \beta } dla magnetycznej liczby spinowej –1/2)
{\displaystyle \phi _{i}=\psi _{i}\alpha ,}
{\displaystyle \phi _{i}=\psi _{i}\beta }
można konstruować w dwojaki sposób:
- zakładając, że część orbitalna dla spinorbitali dwóch sparowanych elektronów jest taka sama;
- nie nakładając takiego warunku.

Pierwszy wariant nazywa się w literaturze ograniczoną metodą Hartree-Focka (ang. restricted Hartree-Fock, RHF), drugi nieograniczoną metodą Hartree-Focka (ang. unrestricted Hartree-Fock, UHF). Oba te warianty są ogólnymi sposobami konstrukcji spinorbitali (stosowanymi zatem także na poziomie teorii DFT, gdzie stosuje się oznaczenia np. UB3LYP i RB3LYP) i w ogólności wariant pierwszy nazywa się metodą nierozdzielczą spinowo, a drugi – metodą rozdzielczą spinowo. W przypadku układów zamkniętopowłokowych energia obliczona obiema metodami powinna być taka sama (w ramach dokładności numerycznej).

## Metoda Hartree-Focka-Roothana
W praktyce obliczeniowej, stosuje się najczęściej przybliżenie analityczne, i orbitale przedstawia się w postaci kombinacji liniowej znanych funkcji (baza funkcyjna). W przypadku obliczeń dla cząsteczek, funkcjami tymi są na ogół scentrowane na jądrach atomowych funkcje radialne typu Slatera lub (częściej) typu Gaussa przemnożone przez funkcję kątową przypominającą rozwiązania dla atomu wodoru (lub rotatora sztywnego). W kolejnych iteracjach optymalizuje się zatem nie całe spinorbitale, a tylko współczynniki kombinacji liniowej.
W ten sposób zagadnienie rozwiązania układu równań różniczkowo-całkowych sprowadza się do problemu układu równań algebraicznych, dla których znane są wydajne metody numeryczne. Metoda ta bywa nazywana metodą Hartree-Focka-Roothana, lub metodą SCF LCAO MO (ang. Self-Consistent Field Linear Combination of Atomic Orbitals – Molecular Orbitals).

## Orbitale Hartree-Focka
Orbitale molekularne otrzymane z równań Hartree-Focka zwane są orbitalami kanonicznymi, i są zdelokalizowane na całą cząsteczkę. Tworzenie kombinacji liniowych w ramach przestrzeni orbitali zajętych (lub niezajętych, czyli wirtualnych) nie zmienia energii układu, zatem orbitale nie są określone w sposób jednoznaczny. Możliwe jest zatem tworzenie orbitali molekularnych zlokalizowanych, przydatnych w interpretacji wyników obliczeń, jako kombinacji liniowych orbitali kanonicznych. W literaturze opisanych jest kilka metod lokalizacji orbitali.
Energie orbitalne otrzymane z równań Hartree-Focka pozwalają na ocenę energii jonizacji oraz powinowactwa chemicznego na mocy twierdzenia Koopmansa.

## Niedostatki metody Hartree-Focka
Energia obliczona metodą Hartree-Focka jest zawsze wyższa od energii dokładnej układu (zasada wariacyjna). Różnica ta wynika z efektu sprzężenia ze sobą ruchu cząstek, nieuwzględnionego w modelu cząstek niezależnych. W przypadku elektronów efekt ten nosi nazwę korelacji elektronowej, a różnica pomiędzy (oszacowaną) energią dokładną (nierelatywistyczną, uzyskaną w ramach pełnego CI w danej bazie funkcyjnej) a energią otrzymaną metodą Hartree-Focka (w takiej samej bazie funkcyjnej) nazywa się energią korelacji elektronowej. Lokalne obniżenie gęstości elektronowej w pobliżu wybranego elektronu spowodowane elektrostatycznym odpychaniem elektronów nazywa się powszechnie „dziurą korelacyjną” lub „kulombowską”.
W stosunku do całkowitej energii elektronowej cząsteczki energia korelacji elektronowej jest niewielka (dla typowych cząsteczek poniżej 1%). Zdarzają się jednak sytuacje, w których jest ona kluczowa do poprawnego opisu systemu. Należą do nich stany prawie zdegenerowane lub zdegenerowane. Typowym przykładem są procesy dysocjacji, w których spinowo ograniczona metoda Hartree-Focka daje na ogół zupełnie błędną energię dysocjacji. Wynika to z faktu, że np. dla cząsteczki wodoru w stanie podstawowym metoda RHF uwzględnia wyłącznie stan singletowy (z elektronami o przeciwnie skierowanych spinach), podczas gdy w trakcie dysocjacji coraz większego znaczenia nabiera stan trypletowy (z elektronami o jednakowo skierowanych spinach).
Metoda Hartree-Focka nie jest w stanie również opisać poprawnie efektów, które z natury rzeczy wynikają z korelacji elektronowej. Należą do nich (oddziaływania van der Waalsa), na przykład przyciąganie się cząsteczek metanu czy atomów gazów szlachetnych, gdzie kluczową rolę odgrywa korelacja ruchu elektronów z różnych cząsteczek (tzw. oddziaływanie dyspersyjne). W konsekwencji, stosowana do tych gazów metoda Hartree-Focka, nie przewiduje ich kondensacji w niskich temperaturach.

## Metody chemii kwantowej wykraczające poza przybliżenie Hartree-Focka
Uwzględnienie korelacji elektronowej wymaga wyjścia poza przybliżenie pola średniego. Uzyskuje się to poprzez zastosowanie jako przybliżenia funkcji wieloelektronowej kombinacji liniowej funkcji jednowyznacznikowych. W zależności od sposobu wyboru tych funkcji oraz współczynników kombinacji liniowej wyróżnia się metody oddziaływania konfiguracji, wielokonfiguracyjną metodę pola samouzgodnionego i metody sprzężonych klasterów.
Energię korelacji kulombowskiej można też częściowo uwzględnić za pomocą rachunku zaburzeń (perturbacyjnego), np. w metodzie rachunku zaburzeń Møllera-Plesseta, gdzie uwzględniane funkcje jednowyznacznikowe i współczynniki kombinacji liniowej dobiera się stosując rachunek zaburzeń.
Na uwzględnienie korelacji elektronowej pozwalają również teoria funkcjonału gęstości oraz metody półempiryczne. Ich słabością jednak są brak kontroli stopnia tego uwzględnienia, oraz możliwość zaniedbania efektów, które metoda Hatree-Focka opisuje prawidłowo. Na przykład metody DFT traktują energię wymienną (energię korelacji wymiennej) w sposób przybliżony (podobnie, jak energię korelacji kulombowskiej), podczas gdy metoda Hartree-Focka całkowicie uwzględnia energię wymienną. Metodę Hartree-Focka można traktować jako szczególny przypadek teorii DFT z dokładnym uwzględnieniem energii wymiennej i całkowitym zaniedbaniem energii korelacyjnej.
Innym sposobem wyjścia poza przybliżenie Hatree-Focka jest użycie funkcji w sposób jawny skorelowanych, czyli budowa wieloelektronowej funkcji falowej nie z funkcji jednoelektronowych, a dwuelektronowych (zwanych geminalami). Ze względu jednak na trudności obliczeniowe, metodę tę stosować można tylko do bardzo małych układów (zawierających kilka elektronów).

## Przybliżenie Hartree-Focka w fizyce materii skondensowanej
Przybliżenie Hartree-Focka stosuje się w problemach wielu ciał dla układów oddziałujących fermionów. Najprostszym przykładem jest gaz oddziałujących elektronów (układ fermionów o spinie 1/2 oddziałujących potencjałem kulombowskim).
W metodach mechaniki kwantowej wielu cząstek przybliżenie Hartree-Focka stosuje się podczas obliczania wartości oczekiwanych iloczynów wielu operatorów kreacji i anihilacji elektronów odpowiadających za korelacje wyższych rzędów. Oddziaływanie kulombowskie w języku liczb obsadzeń (drugie kwantowanie) ma postać:
{\displaystyle \sum _{\boldsymbol {q}}v_{q}\sum _{{\boldsymbol {k}}{\boldsymbol {k}}'\sigma \sigma '}c_{{\boldsymbol {k}}+{\boldsymbol {q}}\sigma }^{\dagger }c_{{\boldsymbol {k}}'-{\boldsymbol {q}}\sigma '}^{\dagger }c_{{\boldsymbol {k}}'\sigma '}c_{{\boldsymbol {k}}\sigma },}
gdzie:
{\displaystyle c_{{\boldsymbol {k}}\sigma }^{\dagger },c_{{\boldsymbol {k}}\sigma }} – operatory kreacji, anihilacji elektronu o pędzie {\displaystyle {\boldsymbol {k}}} i spinie {\displaystyle \sigma .}
Obliczając wartość oczekiwaną powyższego wyrażenia możemy dokonać przybliżenia go przez iloczyny wartości oczekiwanych niższego rzędu (par operatorów z powyższego wyrażenia), pomijając w ten sposób korelacje wyższych rzędów. Jedyne dwa sposoby, w jaki możemy to zrobić, są następujące:
{\displaystyle \langle c_{{\boldsymbol {k}}+{\boldsymbol {q}}\sigma }^{\dagger }c_{{\boldsymbol {k}}\sigma }\rangle \langle c_{{\boldsymbol {k}}'-{\boldsymbol {q}}\sigma '}^{\dagger }c_{{\boldsymbol {k}}'\sigma '}\rangle -\langle c_{{\boldsymbol {k}}+{\boldsymbol {q}}\sigma }^{\dagger }c_{{\boldsymbol {k}}'\sigma '}\rangle \langle c_{{\boldsymbol {k}}'-{\boldsymbol {q}}\sigma '}^{\dagger }c_{{\boldsymbol {k}}\sigma }\rangle .}
Pierwszy z tych członów nazywany jest prostym (Hartree) natomiast drugi wymiennym (energia wymiany). Jedynymi nieznikającymi elementami są te, dla których odpowiednie wartości pędów i spinów w powyższych wyrażeniach są równe.
W ogólności wartość oczekiwana iloczynu czterech operatorów nie jest równa iloczynom wartości oczekiwanych par operatorów. Równość taka zachodziłaby wtedy, gdyby korelacje wielocząstkowe byłyby równe zero. Stąd mówi się często, że różnica energii pomiędzy wartością dokładną a policzoną w przybliżeniu Hartree-Focka jest energią korelacji.